# Winifred Greenwood
Winifred Greenwood (ur. 1 stycznia 1885 w Geneseo, zm. 23 listopada 1961 w Los Angeles) – amerykańska aktorka epoki kina niemego.

## Biografia
Urodziła się w 1885 r. w Genesco. Jej ojciec zmarł, kiedy miała osiem lat. Zdobyła wykształcenie nauczycielskie, jednak nie podjęła pracy w zawodzie. Rozpoczęła karierę sceniczną w wodewilu, występowała też w musicalach. W 1910 r. zadebiutowała jako aktorka filmowa w Czarnoksiężniku z Krainy Oz. Do 1913 r. pracowała z wytwórnią Williama Seliga – Selig Polyscope Company. Następnie przeniosła się do Kalifornii, gdzie zatrudniła ją wytwórnia American Flying-A Company. Była bardzo aktywna – w ciągu dwóch lat występowała w średnio trzech filmach krótkometrażowych tygodniowo.
Od 1916 r. zaczęła grać w filmach pełnometrażowych. W 1920 r. rozwiodła się z aktorem George’em Fieldem. Od tego też roku dzieliła swoją aktywność pomiędzy aktorstwo sceniczne i filmowe.
Ostatnie lata życia spędziła w ośrodku dla emerytowanych ludzi filmu – Motion Picture Country Home w Woodland Hills. Zmarła w 1961 r.

## Wybrana filmografia
- Czarnoksiężnik z Krainy Oz (1910)
- Brown of Harvard (1911)
- Maud Miller (1911)
- Under Suspicion (1911)
- Getting Married (1911)
- The Last Dance (1912)
- Belle Boyd (1912)
- What her Diary Told (1912)
- The Shriner's Daughter (1913)
- When a Woman Waits (1914)
- In Tune (1914)
- The Beggar Child (1914)
- The Archeologist (1914)
- A Slice of Life (1914)
- The Final Impulse (1914)
- The Redemption of a Pal (1914)
- Business Versus Love (1914)
- Footprints of Mozart (1914)
- A Soul Astray (1914)
- The Town of Nazareth (1914)
- The Resolve (1915)
- Wife Wanted (1915)
- Alien Blood (1917)
- The Crystal Gazer (1917)
- M'Liss (1918)
- Believe Me, Xantippe (1918)
- The Deciding Kiss (1918)
- The Goat (1918)
- Too Many Millions (1918)
- Come Again Smith (1919)
- Maggie Pepper (1919)
- Putting It Over (1919)
- Men, Women, and Money (1919)
- The Lottery Man (1919)
- An Adventure in Hearts (1919)
- Young Mrs. Winthrop (1920)
- Sick Abed (1920)
- Życie na zabawie (1920)
- Are All Men Alike? (1920)
- The Dollar-a-Year Man (1921)
- Sacred and Profane Love (1921)
- Don't Call Me Little Girl (1921)
- Miłość nigdy nie umiera (1921)
- To the Last Man (1923)
- Leap Year (1924)
- The Flame of the Yukon (1926)
- Król królów (1927)[2]